# Ladyhawke
Ladyhawke (valódi neve Phillipa "Pip" Brown) (Masterton, 1979. július 13. –)  új-zélandi énekesnő és dalszerző, aki maga játszik az összes hangszeren, ami nevével megegyező című első stúdióalbumán felcsendül. Napjainkban segédzenekarral turnézik. 

## Pályafutása
Az Asperger-kórral született énekesnő először egy Two Lane Blacktop nevű zenekar tagja volt, majd az ausztrál Nick Littlemore-ral egy 'Teenager' nevű duóformációt is alkotott, mely nem volt hosszú életű.
Ladyhawke neve a Rutger Hauer-féle Sólyomasszony című filmből származik. Ladyhawke leginkább 2008-as "Paris Is Burning" című kislemezével aratott sikert, amit egy párizsi látogatása után írt meg. Debütáló "Ladyhawke" albuma a Modular Recordings kiadásában jelent meg 2008 szeptemberében.

## Diszkográfia

### Albumok
- 2008: Ladyhawke (UK #16, Aus #16, Nz #15) (Megjelenés: 2008. szeptember 22.)
- 2012: Anxiety (Megjelenés: 2012, Május 25.)
- 2016: Wild Things

### Kislemezek
- 2008: "Back of the Van" (digitális kislemez)
- 2008: "Paris Is Burning" (UK #61, NZ #40, Aus #52) (Megjelenés: 2008. június 30.)
- 2008: "Dusk Till Dawn" (UK #78) (Megjelenés: 2008. szeptember 18.)
- 2008: "My Delirium" (UK: #33, NZ #13, AUS #8, DK #36) (Megjelenés: 2008. december 8.)